# Amato's
Amato's Sandwich Shops, Inc., es una cadena de restaurantes italianos que sirve emparedados,  pizza y pasta en el norte de Nueva Inglaterra, Estados Unidos. Fundado en 1902 por Giovanni Amato, Amato's actualmente opera 44 tiendas. La expansión reciente ha sido en la forma de franchising. La compañía también vente su salsa para pastas y pizzas en Hannaford supermercados.
Basado en Portland, Amato's  tiene una presencia fuerte en Vermont (mayoritariamente dentro de Maplefields), y  también en ubicaciones dentro Nuevo Hampshire.  Recientemente se han expandido a Massachusetts con 4 ubicaciones en noviembre de 2019.
Amato's es conocido por sus emparedados italianos,  el más popular es llamado "El Original italiano Real," inventado en 1902.
Giovanni nombró sus emparedados "italianos" en honor a su patria.  A diferencia de otras tiendas de emparedado están servidos con cebollas, pepinillos, tomates, olivas y pimientas verdes.

## Historia
En 1902, Giovanni Amato y su mujer abrieron una tienda en la calle India en Portland, Maine. Según de manera oficial, emparedados  Amato's contiene jamón, queso americano, y vegetales frescos, el cual parecía gustarle a los inmigrantes italianos de Maine. Amato Nombró su emparedado el "italiano" en honor a su país y sus personas.
En 1972, Dominic Reali, un empleado original de Amato's en la calle India, adquirió la tienda de su jefe. Bajo Reali, la compañía aumentó de uno a trece almacenes, y empezó con su franquicia.  Hoy hay 40 ubicaciones operando bajo la marca Amato's.  Dominic Reali también agregó olivas griegas, pepinillos ácidos, y su aceite propio (una mezcla  de oliva y aceite de vegetal).

## Amato's  Xpress
En años recientes, Amato's ha dejado varias franquicias para operar bajo el nombre Amato's  Xpress. Estas ubicaciones, están mayoritariamente en tiendas de comodidad en el norte de Nueva Inglaterra. Franquicias Amato's en Vermont  se encuentra en Maplefield.
1. ↑  «Maine Locations». Amato's (en inglés estadounidense). Consultado el 21 de marzo de 2018.
2. ↑  "Amato's celebrates 100 years of Italians", Associated Press in Bangor Daily News, November 29, 2002.
3. ↑  «MaineToday.com "From Away». Archivado desde el original el 9 de agosto de 2007. Consultado el 24 de noviembre de 2007.